# Kobilja
Kobilja (cyr. Кобиља) – wieś w Bośni i Hercegowinie, w Republice Serbskiej, w gminie Kneževo. W 2013 roku liczyła 178 mieszkańców.